# Thoughtscape Sounds
Thoughtscape Sound è un album del violinista e cantante Robby Steinhardt, noto per la sua militanza nella rock band Kansas. Il disco, così intitolato in omaggio alla Thoughtscape Records, etichetta fondata dallo stesso Steinhardt, contiene alcuni brani già incisi dal musicista negli anni 1980, con il gruppo Steinhardt Moon, del quale fu fondatore, e alcune cover di altri artisti.
Testi di Robby Steinhardt, musiche di Robby Steinhardt e Rick Moon.
1. Beckseat Love Affair – 0:44
2. Window Shopping – 7:17
3. No Way Out – 4:08
4. Expressway To Your Heart – 7:59
5. Shades of Black – 1:38
6. Facts of Life – 5:05
7. Don't Lay Down with a Stranger – 7:43
8. My Lady – 6:42
9. Down and Out – 3:17
10. Jesse – 4:09
11. Inside My Heart – 2:29